# Sonja Stuchtey
Sonja Stuchtey (* 1972 in Köln) ist Unternehmerin Start-up-Gründerin.

## Leben
Sonja Stuchtey gründete 2002 mit der Chemikerin Heike Schettler die Bildungsinitiative „Science Lab“. Im Jahr 2020 promovierte sie zum Thema Gelebte Personalentwicklung zur Unterstützung von Lehrerinnen und Lehrern an der TUM School of Education. Sie ist Autorin mehrerer Sachbücher für Kinder und von Buchbeiträgen zu Innovation und Zukunftsperspektiven.
Stuchtey war Mitglied der CSU und legte ihre Mitgliedschaft im Jahr 2016 mit Verweis auf den Rechtsruck der Partei nieder. Im Rahmen der Bürgerinitiative „Pulse of Europe“ setzte sie sich für eine starke europäische Zivilgesellschaft ein. 2018 gründete sie die Alliance4Europe, die vor allem junge Wähler für die Teilnahme an der Europawahl motivieren sollte.
Sie ist Mitgründerin des Unternehmens „The Landbanking Group“, das die monetäre Bewertung von Naturkapital als Assetklasse ermöglichen will. Zudem ist sie Mitglied des Aufsichtsrats der „Capitals Coalition“, die standardisierte Bewertungsrahmen für Organisationen zur Erfassung ihrer direkten und indirekten Auswirkungen und Abhängigkeiten von Natur-, Sozial- und Humankapital zur Verfügung stellt. 2024 wurde sie von Reuters als „Trailblazing Woman in Climate“ ausgezeichnet.
Sie ist mit dem Wirtschaftswissenschaftler Martin Stuchtey verheiratet und seit 2011 bewirtschaften sie den Kollreider Hof in Anras.

## Werke
- Staunen, Forschen, Entdecken.  Ideen zur naturwissenschaftlichen Förderung. Herder, Freiburg 2006, ISBN 978-3-451-00673-9.
- mit Heike Schettler: Das große Forscherbuch für Grundschulkinder – Spannende Experimente zum Entdecken und Verstehen der Naturwissenschaften. Arena Verlag, 2010.
- mit Andreas H. Schmachtl und Heike Schettler: Hieronymus Frosch. Faszinierende Experimente für Kinder – Einfache Versuche mit Wasser, Luft, Schall und Magnetismus. Arena Verlag, 2015.
- Das große Forscherbuch für Kinder – Mit 70 Experimenten und Spielen zum Entdecken der Naturwissenschaften. Arena Verlag, 2018, ISBN 978-3401713212.